# Strona szokująca
Strona szokująca – specjalnie stworzona strona internetowa o strasznej lub odstręczającej treści mającej celowo za zadanie zaszokowanie osoby odwiedzającej tę stronę. Najczęściej wyświetla zdjęcia bez żadnego ostrzeżenia. Jeśli takowe istnieje, zazwyczaj umieszczane jest w taki sposób, że użytkownik i tak zobaczy główne zdjęcie. Niektóre zawierają animacje lub całe galerie niesmacznych zdjęć.
Linki do takich stron są przesyłane pocztą elektroniczną lub umieszczane na różnego rodzaju forach, grupach dyskusyjnych itp. Odnośniki te są zazwyczaj maskowane w taki sposób, aby korzystali z nich przypadkowi użytkownicy. Umieszczanie hiperłączy do stron szokujących bez podawania informacji o ich zawartości uznawane jest za trollowanie. Częstym zabiegiem mającym na celu ukrycie docelowego adresu internetowego jest skracanie linków.
Przykłady stron szokujących:
- 2 Girls 1 Cup
- Blue waffle
- goatse.cx
- Lemon party
- Tubgirl